# Hoogstede
Hoogstede är en kommun och ort i Landkreis Grafschaft Bentheim i förbundslandet Niedersachsen i Tyskland.
Kommunen ingår i kommunalförbundet Samtgemeinde Emlichheim tillsammans med ytterligare tre kommuner.